# Atletica leggera ai Giochi della II Olimpiade - 110 metri ostacoli
La gara dei 110 metri ostacoli dei Giochi della II Olimpiade si tenne il 14 luglio 1900 a Parigi, in occasione dei secondi Giochi olimpici dell'era moderna. Furono il primo titolo in ordine di tempo del programma di atletica leggera.

## L'eccellenza mondiale
In campo internazionale la specialità è ancora poco popolare. Molto più praticate sono le 120 iarde (109,728 metri). Il dominatore della specialità è lo statunitense Alvin Kraenzlein. Nel 1898 ha stabilito il record mondiale con 15”2y. Nello stesso anno ha vinto il titolo nazionale e si è ripetuto nel 1899. A Parigi è il grande favorito. Kraenzlein, iscritto all'università di Georgetown, partecipa ai Giochi di Parigi per i colori del New York Athletic Club.
Da alcuni anni sperimenta una nuova tecnica di valicamento dell'ostacolo, che prevede di attaccare la barriera con la gamba tesa. 
I concorrenti europei ammirano la tecnica dello statunitense: Kraenzlein riesce a non perdere velocità mentre valica l'ostacolo. La sua è un'azione di corsa continua.

## Risultati

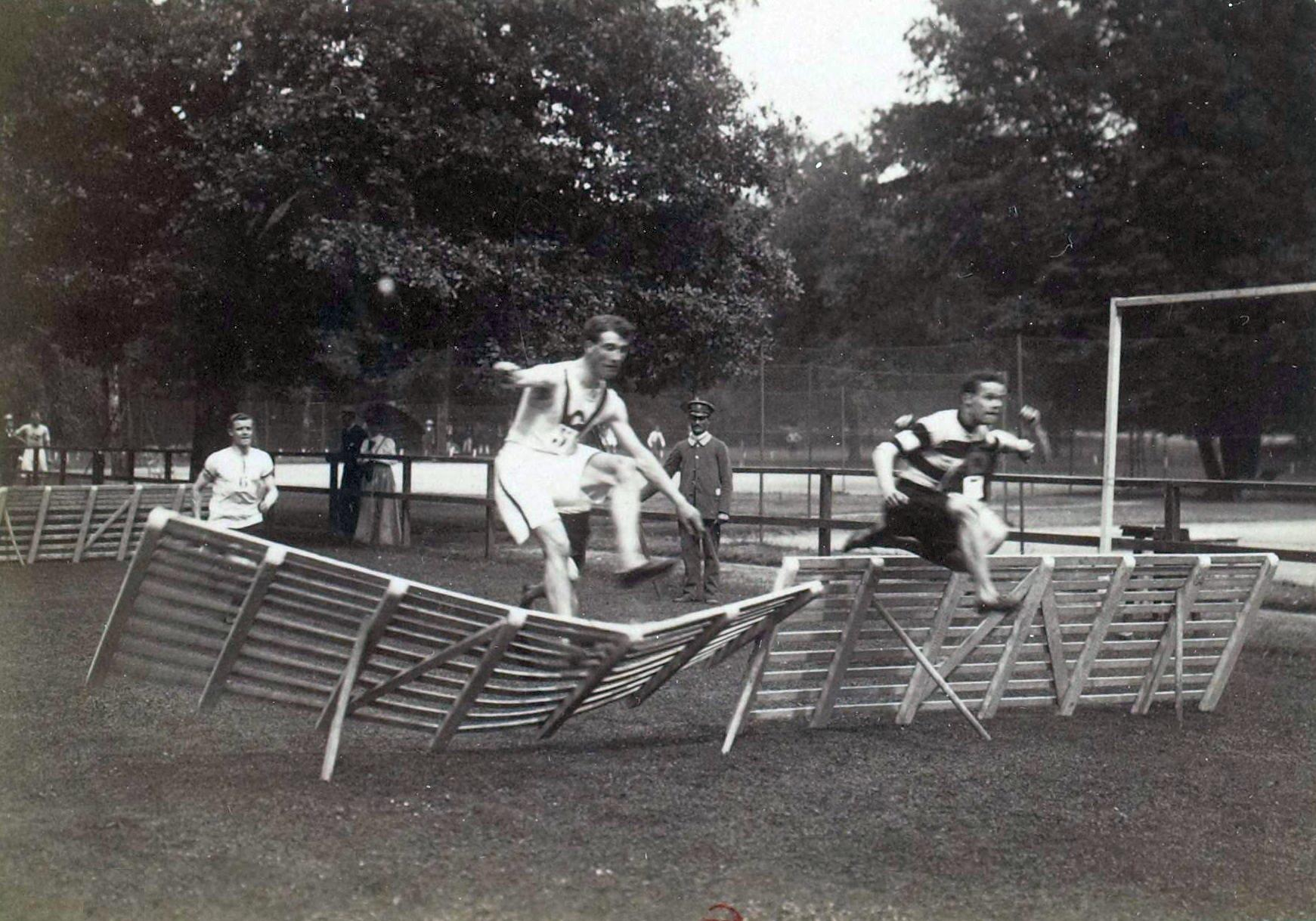
Una fase di una batteria

Sono previste tre batterie con i primi qualificati alla finale. Due turni di ripescaggio designano il quarto e il quinto finalista. La prima serie è prevista per le 9,30.

Kraenzlein si dimostra in forma sin dalle batterie. Al primo turno corre in 15"6, stabilendo il nuovo record olimpico. In finale si migliora ulteriormente tagliando il traguardo in 15"4.

### Batterie
Batteria 1
| Pos. | Nazione     | Atleta           | Tempo  |
| ---- | ----------- | ---------------- | ------ |
| 1    | Stati Uniti | Alvin Kraenzlein | 15"6   |
| 2    | Stati Uniti | Fred Moloney     | (16"0) |
| 3    | Stati Uniti | John McLean      | (16"3) |
| -    | Francia     | Eugène Choisel   | dnf    |

Batteria 2
| Pos. | Nazione          | Atleta                 | Tempo  |
| ---- | ---------------- | ---------------------- | ------ |
| 1    | India Britannica | Norman Pritchard       | 16"6   |
| 2    | Stati Uniti      | William Remington      | (16"8) |
| 3    | Stati Uniti      | William Lewis          | n/d    |
| -    | Francia          | Adolphe Klingelhoeffer | dnf    |

Batteria 3
In questa batteria era presente un solo ostacolista.
| Pos. | Nazione | Atleta       | Tempo |
| ---- | ------- | ------------ | ----- |
| 1    | Francia | Jean Lécuyer | n/d   |

### Ripescaggio
1ª serie
| Pos. | Nazione     | Atleta         | Tempo  |
| ---- | ----------- | -------------- | ------ |
| 1    | Stati Uniti | Fred Moloney   | 17"0   |
| 2    | Stati Uniti | William Lewis  | (17"8) |
| 3    | Francia     | Eugène Choisel | n/d    |

2ª serie
| Pos. | Nazione     | Atleta            | Tempo |
| ---- | ----------- | ----------------- | ----- |
| 1    | Stati Uniti | John McLean       | 17"0  |
| 2    | Stati Uniti | William Remington | n/d   |

### Finale
Quando lo starter dà il colpo di pistola John McLean è già partito ed ha un vantaggio di cinque metri sugli avversari. Ma i giudici non fermano la gara, così Fraenzlein deve lanciarsi in un faticoso recupero. Raggiunge McLean all'ottavo ostacolo e vince di circa tre metri.
| Pos.    | Nazione          | Atleta            | Età | Tempo ufficiale | Tempo stimato    |
| ------- | ---------------- | ----------------- | --- | --------------- | ---------------- |
| Oro     | Stati Uniti      | Alvin Kraenzlein  | 24  | 15"4            |                  |
| Argento | Stati Uniti      | John McLean       | 22  |                 | 15"8 (tre iarde) |
| Bronzo  | Stati Uniti      | Frederick Moloney | 18  |                 | 15"9 (un piede)  |
| 4       | Francia          | Jean Lécuyer      |     |                 | n/d              |
| dnf     | India Britannica | Norman Pritchard  | 23  |                 | -                |